# Seznam chráněných území v okrese Rokycany
Toto je seznam chráněných území v okrese Rokycany aktuální k roku 2010, ve kterém jsou uvedena chráněná území v oblasti okresu Rokycany.
| Kód  | Obrázek                                                | Typ  | Název                | Rozloha (ha) | Galerie Commons                                                      | Popis území                                                                                              | Souřadnice                       |
| ---- | ------------------------------------------------------ | ---- | -------------------- | ------------ | -------------------------------------------------------------------- | --- | -------------------------------- |
| 546  |                                                        | PP   | Bašta                | 0,60         | Kategorie „Bašta (natural monument)“ na Wikimedia Commons            | Výchoz uhelné sloje západočeského karbonu                                                                | 49°49′57″ s. š., 13°34′10″ v. d. |
|      |                                                        | PřP  | Berounka             | 13 100       | Kategorie „Nature park Berounka“ na Wikimedia Commons                | | 49°55′16″ s. š., 13°32′15″ v. d. |
| 1155 | Fosílie na lokalitě                                    | PP   | Biskoupky            | 1,40         | Kategorie „Biskoupky (natural monument)“ na Wikimedia Commons        | Klasické naleziště zkamenělin středního karbonu                                                          | 49°52′42″ s. š., 13°40′19″ v. d. |
| 6018 | Dolejší Padrťský rybník                                | CHKO | Brdy                 | 34 499,3427  | Kategorie „CHKO Brdy“ na Wikimedia Commons                           | Harmonicky utvářená převážně lesní krajina Brdské vrchoviny se zachovalými ekologickými funkcemi         | 49°41′46″ s. š., 13°45′51″ v. d. |
| 1660 |                                                        | PP   | Ejpovické útesy      | 1,93         | Kategorie „Ejpovické útesy“ na Wikimedia Commons                     | Světově nejstarší lokalita autochtonního výskytu spodnoordovické fauny v zatopeném lomu                  | 49°45′26″ s. š., 13°31′0″ v. d.  |
| 1156 | Zarostlý rybník                                        | PP   | Hrádecká bahna       | 3,88         | Kategorie „Hrádecká bahna“ na Wikimedia Commons                      | Ochrana slatinných a mokrých luk s výskytem zvláště chráněných druhů rostlin                             | 49°42′49″ s. š., 13°39′26″ v. d. |
| 130  | vyhlídka v NPR Chlumská stráň                          | NPR  | Chlumská stráň       | 150,41       | Kategorie „Chlumská stráň“ na Wikimedia Commons                      | Lokalita tisů                                                                                            | 49°56′2″ s. š., 13°39′9″ v. d.   |
| 5828 | seskupení jalovců na východním okraji chráněného území | PP   | Jalovce na Světovině | 0,898        | Kategorie „Jalovce na Světovině“ na Wikimedia Commons                | Jedinci jalovce obecného pravého na ploše bývalých pastvin                                               | 49°52′39″ s. š., 13°44′17″ v. d. |
| 1823 | Skryjská jezírka                                       | PR   | Jezírka              | 59,00        | Kategorie „Skryjská jezírka“ na Wikimedia Commons                    | Významná paleontologická lokalita (skryjsko-týřovické kambrium), významná lesní společenstva             | 49°56′51″ s. š., 13°44′58″ v. d. |
| 5699 |                                                        | PP   | Kakejcov             | 1,4831       |                                                                      | Ochrana silně ohroženého druhu obojživelníka čolka velkého                                               | 49°40′2″ s. š., 13°36′34″ v. d.  |
| 5700 |                                                        | PP   | Kamenec              | 1,6994       |                                                                      | Ochrana populace silně ohrožených druhů motýlů modráska bahenního a modráska očkovaného a jejich biotopy | 49°52′35″ s. š., 13°35′43″ v. d. |
| 1566 | Hořejší Kařezský rybník                                | PP   | Kařezské rybníky     | 66,59        | Kategorie „Kařezské rybníky“ na Wikimedia Commons                    | Soustava rybníků a mokřadních luk, hnízdiště ptactva, útočiště obojživelníků a plazů                     | 49°48′30″ s. š., 13°46′33″ v. d. |
| 1157 | Kašparův vrch, na hranici pole                         | PP   | Kašparův vrch        | 0,10         | Kategorie „Kašparův vrch“ na Wikimedia Commons                       | Paleontologické naleziště fauny klabavského souvrství českého ordoviku                                   | 49°46′6″ s. š., 13°36′53″ v. d.  |
| 668  |                                                        | PP   | Kateřina             | 0,68         | Kategorie „Kateřina (natural monument)“ na Wikimedia Commons         | Odkryv karbonských slepenců a arkóz                                                                      | 49°50′14″ s. š., 13°33′54″ v. d. |
| 178  | Trouchnivějící dřevo na lokalitě                       | NPR  | Kohoutov             | 30,05        | Kategorie „Kohoutov (national nature reserve)“ na Wikimedia Commons  | Starý bukový porost                                                                                      | 49°55′22″ s. š., 13°46′15″ v. d. |
| 24   | Křivoklátsko                                           | CHKO | Křivoklátsko         | 63 000       | Kategorie „CHKO Křivoklátsko“ na Wikimedia Commons                   | | 49°57′32″ s. š., 13°52′50″ v. d. |
| 1302 | Suťový svah na lokalitě                                | PR   | Lípa                 | 24,91        | Kategorie „Lípa (nature reserve)“ na Wikimedia Commons               | Přirozená suťová společenstva lipových a bukových javořin, bohatý bylinný podrost                        | 49°56′15″ s. š., 13°44′31″ v. d. |
| 6216 |                                                        | PP   | Louky pod Palcířem   | 2,14         | Název kategorie na Wikimedia Commons nebyl zadán                     | Vlhké louky                                                                                              | 49°40′27″ s. š., 13°43′49″ v. d. |
| 641  | Medový újezd                                           | PP   | Medový újezd         | 0,34         | Kategorie „Medový Újezd (natural monument)“ na Wikimedia Commons     | Paleontologická lokalita středočeského kambria                                                           | 49°46′29″ s. š., 13°43′10″ v. d. |
| 1158 | Niva u Volduch, pohled do porostu                      | PP   | Niva u Volduch       | 1,44         | Kategorie „Niva u Volduch“ na Wikimedia Commons                      | Zbytek přirozené olšiny                                                                                  | 49°47′5″ s. š., 13°38′25″ v. d.  |
| 562  | Pod Starým hradem, koryto                              | PP   | Pod Starým hradem    | 0,92         | Kategorie „Pod Starým hradem“ na Wikimedia Commons                   | Klasické paleontologické naleziště                                                                       | 49°44′54″ s. š., 13°32′32″ v. d. |
| 674  | Rokycanská stráň                                       | PP   | Rokycanská stráň     | 20,88        | Kategorie „Rokycanská stráň“ na Wikimedia Commons                    | Stratotyp klabavských vrstev barrandienského ordoviku                                                    | 49°44′54″ s. š., 13°35′17″ v. d. |
| 1159 | Přírodní památka Rumpál                                | PP   | Rumpál               | 5,20         | Kategorie „Rumpál (nature reserve)“ na Wikimedia Commons             | Paleontologická lokalita libeňského souvrství českého ordoviku                                           | 49°50′8″ s. š., 13°36′44″ v. d.  |
| 1160 |                                                        | PP   | Štěpánský rybník     | 0,25         | Kategorie „Štěpánský rybník (natural monument)“ na Wikimedia Commons | Paleontologické naleziště klabavského souvrství českého ordoviku                                         | 49°47′27″ s. š., 13°45′17″ v. d. |
|      | Daleký rozhled ze Žďáru                                | PřP  | Trhoň                | 4 465        | Kategorie „Nature park Trhoň“ na Wikimedia Commons                   | | 49°45′31″ s. š., 13°42′16″ z. d. |
| 1303 |                                                        | PR   | Třímanské skály      | 27,10        | Kategorie „Třímanské skály“ na Wikimedia Commons                     | Zachování původních porostů skalních stepí a reliktních borů                                             | 49°55′46″ s. š., 13°36′33″ v. d. |
| 1161 |                                                        | PP   | U hřbitova           | 1,95         | Kategorie „U Hřbitova (Rokycany)“ na Wikimedia Commons               | Naleziště křemenných konkrecí se zkamenělinami                                                           | 49°44′56″ s. š., 13°34′51″ v. d. |
| 482  | Les na lokalitě                                        | PR   | V Horách             | 50,63        | Kategorie „V Horách“ na Wikimedia Commons                            | Jedna z nejbohatších lokalit tisu červeného v Čechách                                                    | 49°54′28″ s. š., 13°41′42″ v. d. |
| 1162 |                                                        | NPP  | Vosek                | 74,00        | Kategorie „Vosek“ na Wikimedia Commons                               | Klasické naleziště křemenných konkrecí se zkamenělinami (český ordovik)                                  | 49°45′36″ s. š., 13°35′30″ v. d. |
| 1163 |                                                        | PP   | Zavírka              | 0,05         | Kategorie „Zavírka“ na Wikimedia Commons                             | Paleontologická lokalita ordovické fauny                                                                 | 49°45′48″ s. š., 13°40′3″ v. d.  |
| 536  | PR Zvoníčkovna                                         | PR   | Zvoníčkovna          | 8,67         | Kategorie „Zvoníčkovna (nature reserve)“ na Wikimedia Commons        | Smíšený porost s bohatou květenou                                                                        | 49°40′21″ s. š., 13°35′31″ v. d. |
| 538  | Přírodní rezervace Žďár                                | PR   | Žďár                 | 25,55        | Kategorie „Žďár (nature reserve)“ na Wikimedia Commons               | Suťový porost se vzácnou květenou                                                                        | 49°44′15″ s. š., 13°39′37″ v. d. |

## Zrušená chráněná území
| Kód | Obrázek                   | Typ | Název          | Rozloha (ha) | Galerie Commons                                             | Popis území | Souřadnice                       |
| --- | ------------------------- | --- | -------------- | ------------ | ----------------------------------------------------------- | ----------- | -------------------------------- |
|     | Osní tok přírodního parku | PřP | Horní Berounka | 10 100       | Kategorie „Nature park Horní Berounka“ na Wikimedia Commons |             | 49°55′16″ s. š., 13°32′15″ v. d. |